# Phimeanakasz
Phimeanakasz – „Mennyei Templom” – egy Khelang stílusban épült hindu templom Angkorban, Kambodzsában. A Királyi Palota szívében található templomot a 10. század végén, II. Radzsendravarman (941–968) uralkodása idején emelték. Végleges, három szintes piramisszerű formáját II. Szurjavarman által elrendelt átépítés során nyerte el. A Phimeanakasz az univerzum középpontját, a „Meru hegyet” szimbolizáló hindu templomhegyek sajátos építészeti jegyeit viseli.
A legenda szerint a templom aranytornyában lakott Naga – a khmer nép őse, földjeinek védelmezője, a vizek ura – a kilenc fejű kígyóistennő szelleme. A királynak minden éjszaka szeretkeznie kellett Naginival, az istenség női megtestesülésével és csak ez után térhetett vissza feleségeihez és ágyasaihoz. Az istennő halállal és katasztrófákkal fenyegette meg a királyt és a birodalmát, ha egyetlen estét is kihagy.

## Külső hivatkozások
- Czeiner Nándorné: Kambodzsai útinapló, 2001. december, Elektronikus kiadás: Terebess Ázsia E-Tár